# Diagrama d'ulls
El diagrama d'ull o patró d'ull és un mètode utilitzat per a l'anàlisi del comportament dels enllaços de transmissió. Permet analitzar les formes d'ona dels polsos que es propaguen en un enllaç de comunicacions, per aconseguir observar les seves formes, desfasaments, nivells de soroll, potències dels senyals... i amb això avaluar la distorsió del canal (ISI), la severitat del soroll o interferència i els errors de sincronisme en el receptor.

## Concepte
El diagrama d'ull correspon a un gràfic que mostra la superposició de les diferents combinacions possibles d'uns i zeros en un rang de temps o quantitat de bits determinats. Aquestes combinacions transmeses per l'enllaç, permeten obtenir les característiques dels polsos que es propaguen pel mitjà de comunicació, siguin aquests per mitjà de fibra òptica, coaxial, parell trenat, enllaços per satèl·lit, etc. El gràfic es forma superposant els traços de la sortida del filtre receptor en un oscil oscil·loscopi.
Per exemple, en una seqüència de 3 bits hi ha 8 combinacions possibles, aquestes poden ser observades a la figura. S'observa que no es consideren les cadenes de 3 uns i 3 zeros consecutives, ja que, a causa de la superposició de les altres combinacions, queden determinades implícitament.

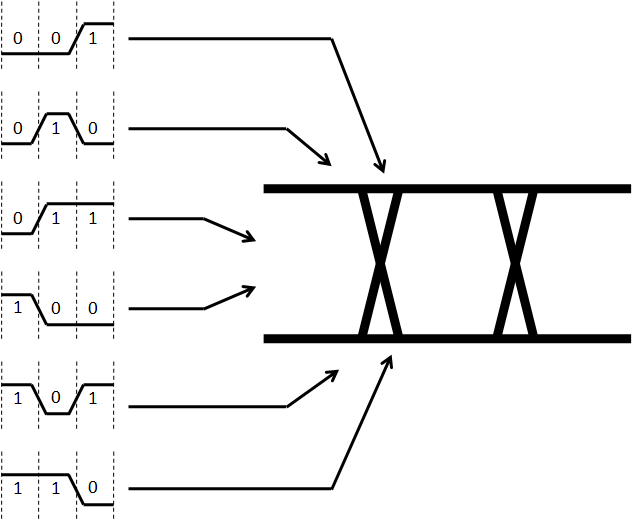
Concepte del diagrama d'ull

A causa de la capacitat dels diagrames d'ull de representar la superposició de diversos senyals simultàniament és que són coneguts com a patrons multi-valors, ja que a diferència dels senyals mesurats normalment en un oscil·loscopi, cada punt en l'eix del temps té associat múltiples nivells de voltatge.

## Paràmetres del pols

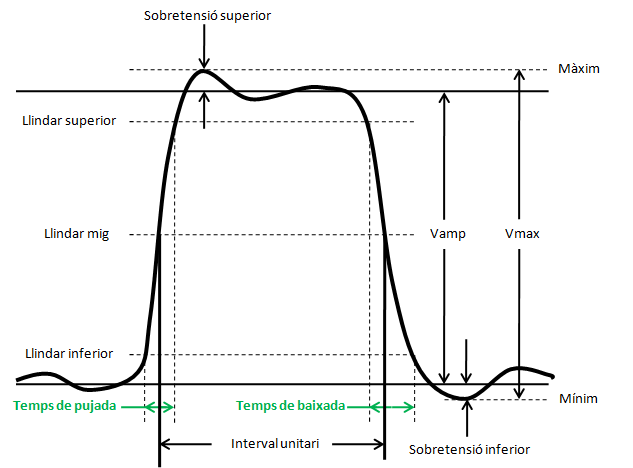
Definició dels paràmetres del pols

- Sobretensió superior/inferior: Percentatge d'amplitud excedent del nivell d'1 (sobretensió superior) o de 0 (sobretensió inferior).
- Vamp: Amplitud del pols.
- Vmax: Amplitud màxima.
- Temps de pujada/baixada: Per obtenir-lo, primer s'ubiquen els nivells de zero i u lògic, després s'obté el temps relacionat entre el 10% i 90% del valor màxim d'amplitud del pols (nivell d'1). El temps entre tots dos rangs és el que es coneix com a temps de pujada. De la mateixa manera s'obté el temps de baixada, a l'extrem del descens del pols.
- Interval unitari: temps entre dues transicions de senyal adjacents.

## Anàlisi dels paràmetres de l'ull
Existeixen dos tipus d'anàlisi. El primer es refereix fonamentalment a l'anàlisi de les diferents característiques de la forma d'ona del pols. Mentre que el segon consisteix en la comparació de la màscara mesurada directament en el patró d'ull amb una màscara preestablerta.

### Anàlisi a partir de les característiques de la forma d'ona del pols
Les característiques a analitzar són: el temps de pujada, temps de baixada, sobretensió superior i inferior i el jitter, que es refereixen a quatre propietats fonamentals de l'Ull, el nivell de 0, nivell d'1, encreuament d'amplitud i encreuament de temps.

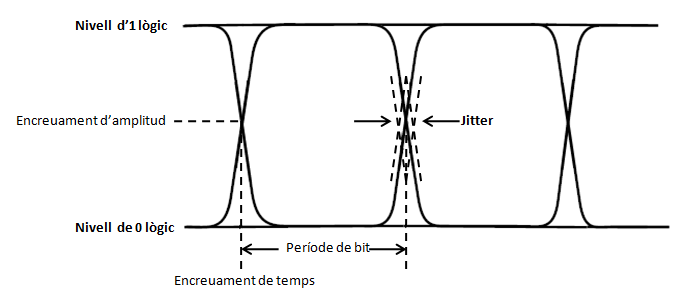
Propietats fonamentals de l'ull

- Nivell d'1 lògic: Correspon a la mesura del valor mitjà del nivell d'1 lògic. Això es deu al fet que el diagrama d'ull utilitza mètodes estadístics en la construcció del patró, és a dir, es genera un histograma amb els diferents valors del pols i després es considera una zona reduïda de l'ample del pols, de manera que s'aconsegueix obtenir la mitjana del nivell d'1 d'aquest pols.
- Nivell de 0 lògic: Correspon a la mesura del valor mitjà del nivell zero lògic. Igual que en el cas del nivell d'u les tècniques de mesurament del nivell de zero són les mateixes.
- Encreuament d'amplitud: es refereix al nivell de voltatge en el qual es produeix l'obertura de l'ull i el seu posterior tancament.
- Encreuament de temps: es refereix al temps en què es produeix l'obertura de l'ull i el seu posterior tancament.
- Període de bit: període entre l'obertura i tancament de l'ull. S'obté a partir de l'encreuament d'amplitud i l'encreuament de temps.
- Jitter: Correspon bàsicament a una desviació de fase respecte de la posició ideal en el temps d'un senyal digital que es propaga en un canal de comunicacions. És un efecte completament indesitjable en qualsevol sistema de comunicacions perquè introdueix una sèrie de problemes al canal, que si no són tractats adequadament poden degradar completament la qualitat de l'enllaç.

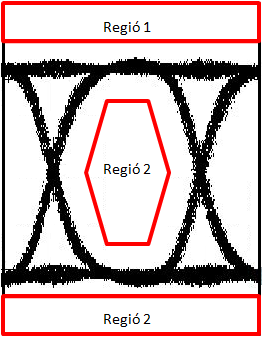
Concepte de màscara

### Anàlisi a partir de comparació de màscara
Les màscares preestablertes defineixen regions específiques en el diagrama d'ull, dins de les quals els polsos o ones no s'han d'introduir. Aquestes màscares són molt útils, per mitjà d'elles s'especifiquen zones no permeses per als senyals. Amb això s'aconsegueix preestablir un disseny òptim d'enllaços que compleixin certes característiques, ja que si el senyal digital que es propaga pel canal s'introdueix en aquestes regions, s'observa clarament problemes i errors en la transmissió.

## Anàlisi de les propietats del senyal
En presència d'ISI, quan el pols no satisfà el criteri de Nyquist, el diagrama tendirà a tancar verticalment. Per a una transmissió sense errors en absència de soroll, l'ull ha de mantenir certa obertura vertical (a), o en cas contrari hi haurà senyals d'interferència entre símbols que provocaran errors.
Quan l'ull no estigui totalment tancat, la interferència entre símbols reduirà el valor del soroll additiu admissible. Per tant, com més gran sigui l'obertura vertical, major immunitat hi haurà enfront del soroll. L'instant òptim de mostreig serà el punt de màxima obertura vertical de l'ull, però això mai pot ser aconseguit de forma precisa per un sistema pràctic de recuperació de sincronisme. Per això, l'obertura horitzontal de l'ull (b) també és important des del punt de vista pràctic. Com més gran sigui el pendent (c), major sensibilitat tindrà el sistema a errors comesos en la recuperació del sincronisme (errors en el càlcul de l'instant de mostreig).

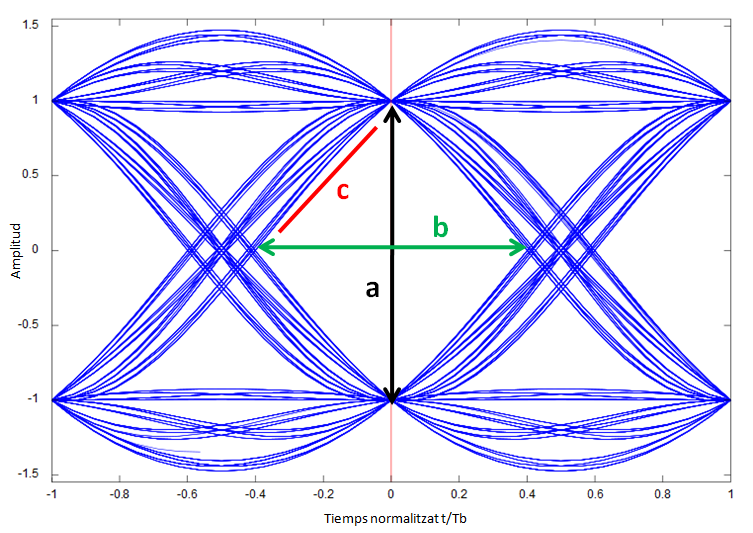
Diagrama d'ull d'una modulació PSK

## Senyal de televisió
En mesures de senyal de televisió, l'amplitud, el temps de pujada i el jitter venen definits per la SMPTE 259M.
| Mesura           | SMPTE 259M                          |
| ---------------- | ----------------------------------- |
| Amplitud         | 0,8 V ± 10%                         |
| Temps de pujada  | del 20% al 80% (de 0,4 ns a 1,5 ns) |
| Jitter           | <0,2 UI p-p, 10 Hz HPF              |
| Interval unitari | NTSC: 7,0 ns PAL: 5,6 ns            |

Les mesures de temps de pujada es realitzen des del 20% al 80% en punts adequats per als dispositius de lògica ECL. Com que el senyal de sèrie compta amb aproximadament un temps de pujada d'1 ns, el mesurament ha de ser ajustat per la següent fórmula:
```

  

    

      

        

          
T

          

            
a

          

        

        
=

        

          

            

              
T

              

                
m

              

              

                
2

              

            

            
−

            
0

            
,

            
5

            

              
T

              

                
s

              

              

                
2

              

            

          

        

      

    

    
{\displaystyle T_{a}={\sqrt {T_{m}^{2}-0,5T_{s}^{2}}}}

  

```

On:
Ta: temps de pujada actual
Tm: temps de pujada mesurat
Ts: temps de pujada de l'àmbit d'aplicació:
Exemple:
Amb una extensió 10-90% del temps de pujada de 1.0 ns, un temps de pujada mesurat de 1.2 ns indicaria una forma d'ona de sèrie real del 20 al 80% del temps de pujada de 0,97 ns.